# Kaptopril
Kaptopril je první ze skupiny inhibitorů ACE (enzymu angiotenzin-konvertázy).